# The Wrens
The Wrens is een Amerikaanse indierockband, die eind jaren 1980 werd opgericht in New Jersey. Ze brachten drie albums uit. Een vierde album werd opgenomen en gemasterd voor een geplande publicatie in 2013, maar werd vervolgens ingetrokken. Nadat hij zijn bijdragen had herwerkt, plande Bissell een publicatie in 2021 voor het nieuwe album, maar de band ging kort na meningsverschillen over zakelijke afspraken uit elkaar. De band stond bekend om hun intense liveshows . Na een optreden in de University of London Union in Londen in maart 2006 verklaarde The Guardian dat in deze vorm de Wrens zeker een van de beste livebands ter wereld zijn.

## Bezetting
- Charles Bissell[3] (gitaar)
- Greg Whelan[4] (zang, gitaar)
- Kevin Whelan[5] (zang, e-basgitaar)
- Jerry MacDonald[6] (drums)

## Geschiedenis
De broers Greg en Kevin Whelan vormden hun band eind jaren 1980 en rekruteerden in 1989 voormalig klasgenoot Charles Bissell als gitarist voor een voorgesteld optreden ter ondersteuning van The Fixx, dat uiteindelijk werd geannuleerd. Jerry MacDonald verving de oorspronkelijke drummer van de band in 1990 en het kwartet verhuisde samen naar een huis in de stad Secaucus, New Jersey om zich te concentreren op hun muziekcarrière. Na een aantal naamswijzigingen koos de band voor de naam Low en in 1993 namen ze een 7-inch single op met dezelfde naam, die ze naar verschillende platenmaatschappijen stuurden. Grass Records contracteerde de band vrijwel onmiddellijk na het horen van de plaat. Toen de band echter hoorde dat er al een slowcore-band was met de naam Low, veranderde de band in 1994 hun naam in The Wrens.
In 1996 hadden de Wrens de twee volledige albums Silver (1994) en Secaucus (1996) uitgebracht. Beiden kregen lovende kritieken en kregen een aanhang van fans. In de zomer van 1995 werd Grass Records gekocht door zakenman Alan Meltzer, die het label wilde heroriënteren op het scoren van meer mainstream populariteit en hitnummers. Tijdens hun tournee in 1996 voor Secaucus kreeg de band een nieuw langdurig contract aangeboden voor meer dan een miljoen dollar, op voorwaarde dat ze in de toekomst hun nummers zouden afstemmen op een meer radiovriendelijk geluid. Uit angst voor verlies van onafhankelijkheid en een verwatering van hun muziek, weigerde de band het contract te ondertekenen. Als gevolg hiervan kregen ze geen nieuw platencontract aangeboden en werd alle productie en promotie van hun vorige twee albums stopgezet. Meltzer veranderde de naam van Grass Records in Wind-Up Records en scoorde uiteindelijk het mainstreamsucces dat hij zocht met bands als Creed en Evanescence. The Wrens vochten daarna jarenlang om te proberen de rechten op de albums terug te krijgen om ze weer beschikbaar te maken. In 2006 gaf Wind-Up eindelijk toe en bracht Silver en Secaucus opnieuw uit op 14 november van dat jaar, hoewel het label de rechten behield.
Na de beëindiging van hun contract met Grass Records, werd in 1997 de ep Abbott 1135 met zes nummers uitgebracht bij Ten23 Records (het label van de mensen die oorspronkelijk The Wrens bij Grass Records hadden gecontracteerd). In hetzelfde jaar circuleerde een cassette met de titel Overnight Success met vroege demoversies van nummers die op hun derde album zouden verschijnen, hoewel deze cassette tot op heden nooit officieel is uitgebracht. Ondanks de gesprekken van meer dan een jaar met verschillende grote labels, met name Interscope Records om een platencontract binnen te halen, leidde geen van de gesprekken tot een deal. Zonder contract en financiële middelen, namen de leden van de Wrens een voltijdbaan aan, terwijl ze in 1999 aan hun derde album begonnen te werken. Ondertussen was drummer MacDonald getrouwd, had een jong gezin en was verhuisd, maar de andere drie leden woonden nog steeds samen in hetzelfde huis in Fort Lee (New Jersey), waar MacDonald zich bij hen zou voegen om nieuw materiaal op te nemen, indien mogelijk. De problemen met de platenlabels worden meestal genoemd als de reden voor de trage voortgang van het album, hoewel Charles Bissell in een interview in 2004 toegaf dat een veel groter probleem de combinatie van uitputting, schrijversblokkade en gebrek aan vertrouwen in het nieuwe materiaal was geweest. waardoor ze veel nummers uitgebreid herschreven of schrapten.
Het duurde vier jaar voordat de plaat The Meadowlands begin 2003 eindelijk voltooid was. The Wrens hadden een paar jaar eerder een aanbod gekregen om het album uit te brengen bij Drive-Thru Records, maar besloten in plaats daarvan te tekenen bij Absolutely Kosher Records, geleid door hun vriend Cory Brown. Het album was gevarieerder dan hun eerste twee platen en bevatte langere en meer downbeat nummers dan hun vorige platen (een feit dat werd opgemerkt door verschillende critici) en ging over de problemen die ze hadden ondervonden met platenlabels en de zorgen van een meer volwassen band, zoals gezinsleven en banen. Het album kreeg overweldigend positieve recensies van de muziekpers, in publicaties als AllMusic, Pitchfork en lof van criticus Robert Christgau. Het duurde nog twee jaar voordat het album in Europa werd uitgebracht bij LO-MAX Records en bij het Duitse BB*Island-label, met eveneens lovende recensies.
Ondanks het kritische succes van The Meadowlands kon de band vanwege financiële en persoonlijke beperkingen niet snel aan een vervolgalbum beginnen: Bissell had zijn baan in de reclame opgezegd om zijn brood te verdienen als gitaarleraar, maar de andere drie leden bleven in fulltime dienstverband (de gebroeders Whelan werkten voor een multinationaal farmaceutisch bedrijf in New York en MacDonald werkte in de verkoopafdeling van een financiële dienstverlener in Philadelphia), en de band had geen enkel huis meer waar de leden ideeën konden opdoen en liedjes opnemen, aangezien zowel Bissell als Greg Whelan getrouwd en verhuisd waren. In 2006 namen de Wrens een cover op van het nummer They'll Need A Crane voor het tributealbum Hello Radio: The Songs of They Might Be Giants. De band droeg ook het nummer Crescent bij aan het benefietalbum Dear New Orleans uit 2010, dat werd uitgebracht om geld in te zamelen en de vijfde verjaardag van de orkaan Katrina-ramp te markeren.
Op 1 mei 2014 liet het Twitter-account van The Wrens weten, dat de band klaar was met het opnemen van hun vierde album. Er werd geen publicatiedatum aangekondigd. Eind november 2015 bracht de band een alternatieve versie uit van een nummer Three Types of Reading Ambiguity van het album, dat beschikbaar werd gesteld aan premium abonnees van Esopus Magazine. Het lied werd uitgebracht op een audiocassette in beperkte oplage, die ook een andere versie van het lied bevatte, uitgevoerd door artieste Beth Campbell.
In een interview met Uproxx in januari 2021 verklaarde Bissell dat het vierde album in juni 2019 klaar was en dat de band jaren eerder een contract had getekend bij een niet-gespecificeerd platenlabel dat het album hopelijk in 2021 zou uitbrengen.
Op 20 september 2021 meldde The New York Times dat Kevin Whelan enkele van zijn bijdragen aan het nog niet uitgebrachte vierde Wrens-album zou uitbrengen onder de naam Aeon Station, met steun van Greg Whelan en Jerry MacDonald. Het rapport gaf aan dat het vierde Wrens-album was voltooid, gemasterd en aan Sub Pop Records was gegeven voor een publicatie in 2013 voordat het op verzoek van Bissell werd ingetrokken, zodat hij zijn nummers verder kon ontwikkelen. In 2019 voltooide Bissell zijn bijdragen en benaderde vervolgens de rest van de band op zoek naar een nieuwe zakelijke overeenkomst, die zowel zijn werk als songwriter weerspiegelde als zijn werk om de aanwezigheid van The Wrens online en in de muziekindustrie te behouden.

## Discografie

### Albums
- 1994: Silver (Grass Records, 1994)
- 1996: Secaucus (Grass Records, 1996)
- 2003, 2005: The Meadowlands (Absolutely Kosher Records / LO-MAX Records/BB*Island)

### Singles
- 1993: Low (Dow Boy Records (in eigen beheer uitgebracht))
- 1994: Napiers (Grass Records)
- 1995: Life Stories from the Union (Sonic Bubblegum Records)
- 1996: Rest Your Head (Grass Records)
- 1997: Split single met Park Ave.[7] – The Wrens nummer: Fireworks/James, I Wanna (Saddle Creek Records, 1997)
- 2006: Hopeless (alleen download, LO-MAX Records)
- 2009: Pulled Fences (Absolutely Kosher Records)

### Ep's
- Abbott 1135 (Ten23 Records, 1997 – heruitgegeven bij Absolutely Kosher Records, 2005)
- Split ep met The Five Mod Four[8] – The Wrens nummers: Was There Ever, Bus Dance, 45'er (No Karma, 2002 – heruitgegeven bij Contraphonic, 2005)

### In eigen beheer uitgebrachte onofficiële opnames
- Overnight Success (in eigen beheer uitgebracht 10-nummerig demo album, 1998)
- 20 Years of Juvenilia ep (in eigen beheer uitgebracht beperkte editie cd-r ep verkocht tijdens hun 20-jarig jubileumshows in Maxwell's in Hoboken (New Jersey), december 2009)
- Three Types of Reading Ambiguity cassette (in eigen beheer uitgebracht beperkte editie audiocassette beschikbaar voor premium abonnees van Esopus Magazine, november 2015)